# Syneches maoershanensis
Syneches maoershanensis är en tvåvingeart som beskrevs av Yang 2007. Syneches maoershanensis ingår i släktet Syneches och familjen puckeldansflugor. Inga underarter finns listade i Catalogue of Life.